# Ajedrez Dunsany
|       |       |       |       |       |       |       |       |       |  |
|       | a8 rd | b8 nd | c8 bd | d8 qd | e8 kd | f8 bd | g8 nd | h8 rd |  |
| a7 pd | b7 pd | c7 pd | d7 pd | e7 pd | f7 pd | g7 pd | h7 pd |       |  |
| a6    | b6    | c6    | d6    | e6    | f6    | g6    | h6    |       |  |
| a5    | b5    | c5    | d5    | e5    | f5    | g5    | h5    |       |  |
| a4 pl | b4 pl | c4 pl | d4 pl | e4 pl | f4 pl | g4 pl | h4 pl |       |  |
| a3 pl | b3 pl | c3 pl | d3 pl | e3 pl | f3 pl | g3 pl | h3 pl |       |  |
| a2 pl | b2 pl | c2 pl | d2 pl | e2 pl | f2 pl | g2 pl | h2 pl |       |  |
| a1 pl | b1 pl | c1 pl | d1 pl | e1 pl | f1 pl | g1 pl | h1 pl |       |  |
|       |       |       |       |       |       |       |       |       |  |

El Ajedrez de Dunsany, también conocido como Horda ajedrecista o Juego de Dunsany, es una variante del ajedrez asimétrica donde un lado tiene las piezas convencionales y el otro lado tiene 32 Peones. Al contrario de otras variantes, esta versión no tiene ninguna pieza no convencional del juego, como por ejemplo el canciller del Ajedrez de Capablanca. El juego fue inventado por Lord Dunsany en 1942. 

## Reglas
Objetivo del juego:
- El lado con las piezas convencionales vence al capturar los 32 peones adversarios antes de que estos acaben con sus movimientos legales.
- El lado con 32 peones vence realizar el Jaque mate sobre  el Rey adversario. Esta tarea se hace mucho más fácil cuando se consigue promocionar un peón a Dama
- El lado con 32 peones puede también empatar, lo que se puede considerar como una victoria, cuando no existen más movimientos legales posibles.

## Variación
|       |       |       |       |       |       |       |       |       |  |
|       | a8 pd | b8 pd | c8 pd | d8    | e8    | f8 pd | g8 pd | h8 pd |  |
| a7 pd | b7 pd | c7 pd | d7 pd | e7 pd | f7 pd | g7 pd | h7 pd |       |  |
| a6 pd | b6 pd | c6 pd | d6 pd | e6 pd | f6 pd | g6 pd | h6 pd |       |  |
| a5 pd | b5 pd | c5 pd | d5 pd | e5 pd | f5 pd | g5 pd | h5 pd |       |  |
| a4    | b4    | c4    | d4 pd | e4 pd | f4    | g4    | h4    |       |  |
| a3    | b3    | c3    | d3    | e3    | f3    | g3    | h3    |       |  |
| a2 pl | b2 pl | c2 pl | d2 pl | e2 pl | f2 pl | g2 pl | h2 pl |       |  |
| a1 rl | b1 nl | c1 bl | d1 ql | e1 kl | f1 bl | g1 nl | h1 rl |       |  |
|       |       |       |       |       |       |       |       |       |  |

El servidor de juego ItsYourTurn.com soporta un juego casi idéntico llamado Horda Ajedrecista. La diferencia respecto al Ajedrez de Dunsany es la posición inicial de los peones.